# La Bibbia riveduta e scorretta
La Bibbia riveduta e scorretta è uno spettacolo allestito dagli Oblivion e portato in scena a partire dal 2018. Si tratta di un musical originale con canzoni originali di Lorenzo Scuda e testi di Davide Calabrese, Lorenzo Scuda e Fabio Vagnarelli, regia di Giorgio Gallione, prodotta da Agidi Due.
La tournée dello spettacolo fu interrotta durante la sua seconda stagione a causa delle misure di contenimento della pandemia di COVID-19 nel febbraio 2020 e non venne più proseguita.

## Trama
Nel 1455 Johannes Gutenberg inventa la stampa a caratteri mobili, segnando l'inizio dell'età moderna. Subissato però dai debiti, in particolare verso Frau Fust, ha urgenza di pubblicare un best seller. Alla sua porta si presenta Dio in persona, che ha il sogno di veder pubblicata la propria autobiografia, la Bibbia appunto. Firmato il contratto con l'editore inizia un lungo lavoro di "revisione" del testo: Dio preferisce l'aderenza a quanto accaduto mentre Gutenberg lo spinge a cercare quello che vuole il pubblico.
Dio, inizialmente, perde la fiducia nelle proprie capacità, a causa delle continue critiche dell'editore, grazie anche al supporto della segretaria Frau Shoffer, ritrova l'ispirazione per rendere la Bibbia un romanzo entusiasmante.
Arrivati quasi al finale del libro, Gutenberg è costretto a cedere parte della propria società a Frau Fust a causa dei propri debiti e questa approfitta della propria posizione di vantaggio per imporre un altro autore per il finale. Sulla scena si presenta quindi Gesù, che si fa chiamare JC e vive un periodo di ribellione nei confronti del Padre.
JC completa il nuovo testamento a modo suo e, con Frau Fust, inizia il tour promozionale, dove però la donna tende a prendersi tutto il merito dell'opera. Nel frattempo, Dio, Gutenberg e Frau Shoffer decidono di riscrivere il libro all'insaputa degli altri. Scoperto il fatto, JC e Dio si rinconciliano e riescono a sciogliere il contratto con Frau Fust grazie ad un cavillo. La donna si congeda promettendo vendetta e concorrenza spietata. Alla fine la Bibbia va in stampa nel modo in cui la conosciamo e Dio e Gesù si preparano ad abbandonare il nostro mondo, ma non prima di aver lasciato a Gutenberg e all'umanità una raccomandazione sul non interpretare la Bibbia troppo alla lettera ma di applicare i precetti divini "con umanità".

## Canzoni

### 1° Atto
1. Prologo strega
2. Opening (Hurrà)
3. Tutto in una frase
4. Big Bang
5. Zac! E fu sera e fu mattina
6. La preghiera di Abram
7. La canzone di Abramo
8. La canzone della moglie di Noè
9. Io credo in Dio
10. È parola di Dio
11. Nei secoli dei secoli

### 2° Atto
1. Il Vangelo secondo JC
2. Fatti da parte
3. Nei secoli dei secoli (Promotional Tour)
4. In cielo, in terra e in ogni luogo
5. Dalla tua parte
6. L'urlo di Fust
7. Imprimatur
8. Ecco magari questo no

## Pubblicazioni
La colonna sonora dello spettacolo è stata distribuita nell'album La Bibbia riveduta e scorretta. Le canzoni dello spettacolo il 9 novembre 2019 su supporto fisico (CD) mentre su supporto digitale venne inizialmente pubblicata una selezione ridotta di brani dal titolo La Bibbia riveduta e scorretta - Il Musical (Highligths) mentre la versione completa fu pubblicata il 12 aprile 2020 con il titolo La Bibbia riveduta e scorretta - Il Musical (Deluxe Version). In queste pubblicazioni è tuttavia assente la canzone "Dalla tua parte".
Sul canale youtube del gruppo sono stati pubblicati i video musicali dei brani "Il Vangelo secondo JC", "Tutto in una frase" ed "Ecco, magari questo no", in un allestimento simile alle relative scene all'interno dello spettacolo.